# Étable
Étable – miejscowość i dawna gmina we Francji, w regionie Owernia-Rodan-Alpy, w departamencie Sabaudia. W 2016 roku populacja ówczesnej gminy wynosiła 407 mieszkańców. 
W dniu 1 stycznia 2019 roku z połączenia dwóch ówczesnych gmin – Étable oraz La Rochette – powstała nowa gmina Valgelon-La Rochette. Siedzibą gminy została miejscowość La Rochette. 